# Bizmutovi antacidi
U prijašnjim vremenima kao važan lijek za liječenje poremećaja kiselosti želuca bili su spojevi bizmuta zbog njihovog antacidnog i adstringentnog djelovanja na želučanu sluznicu. Danas se upotrebljavaju jako rijetko (samo kao magistralni pripravak).
To su netopivi bizmutovi spojevi poput bizmutovog citrata ili bizmutovog subkarbonata. Budući da su netopivi slabo se resorbiraju, a u želucu stvaraju gel koji oblaže stijenku želuca i štiti od iritacija. Međutim, ako terapija bizmutovim spojevima potraje za očekivati je apsorbiranje bizmuta u krvotok, njegovo nagomilavanje u organizmu i posljedično kronično otrovanje bizmutom. Posljedice jesu otkazivanje bubrega te oštećenje jetre i mozga. Stoga su bizmutovi spojevi uglavnom napušteni.